# 조지 모포겐
조지 모포겐(George Morfogen, 1933년 3월 30일 ~ 2019년 3월 8일)은 미국의 배우이다.
브롱크스에서 태어났으며 뉴욕에서 사망하였다.

## 출연 작품
- 찰리 호보큰 (1998년)
- 포화 속의 용기: 두 여자 (1997, Stories of Courage: Two Women)
- 파더스 메모리 (1996년)
- 미스터 커티 (1996년)
- 20달러의 유혹 (1993년)
- 깨어진 약속 (1993, Broken Promises: Taking Emily Back)
- 마스크 (1985년)
- 비통한 사람들 (1984년)
- 타임 스퀘어 (1980년)
- 뉴욕의 연인들 (1980년)
- 데이지 밀러 (1974년)
- 왓츠 업 덕 (1972년)

### 텔레비전
- 오즈 (1997년)
- 브이 - 5부작 미니시리즈 (1983년) - 스탠리 번스타인 역
- 법과 질서 (1990년)
- 데미지 시즌3
- 위험한 판결 시즌1